# Matisia lasiocalyx
Matisia lasiocalyx är en malvaväxtart som beskrevs av Karl Moritz Schumann. Matisia lasiocalyx ingår i släktet Matisia och familjen malvaväxter. Inga underarter finns listade i Catalogue of Life.